# Slate Creek (Middle Fork Koyukuk River)
Der Slate Creek ist ein etwa 27 Kilometer langer linker Nebenfluss des Middle Fork Koyukuk River im zentralen Norden des US-Bundesstaats Alaska. Der Flussname tauchte erstmals auf einer Landkarte aus dem Jahr 1899 von T. G. Gerdine vom U.S. Geological Survey (USGS) auf.

## Flusslauf
Der Slate Creek entspringt im äußersten Südwesten der Endicott Mountains, ein Teilgebirge der Brookskette. Das Quellgebiet liegt östlich des Winers Lake auf einer Höhe von  626 m. Der Slate Creek fließt in überwiegend westlicher Richtung durch das Bergland, durchquert dabei den Winers Lake. Bei Flusskilometer 12 trifft der Myrtle Creek von rechts auf den Slate Creek. Die Mündung des Slate Creek in den Middle Fork Koyukuk River befindet sich unmittelbar nördlich der Siedlung Coldfoot. Der Dalton Highway kreuzt den Flusslauf bei Flusskilometer 2, die Trans-Alaska-Pipeline 1,3 km oberhalb der Mündung. Oberhalb der Straßenbrücke befindet sich ein Abflusspegel. Der Slate Creek entwässert ein etwa 190 km² großes Areal am Südrand der Brookskette. Durch das Flusstal des Slate Creek führt eine Winterpiste (winter trail) von Coldfoot zum Chandalar Lake.

## Hydrologie
Der mittlere Abfluss (MQ) des Slate Creek an der Mündung beträgt 2,15 m³/s. Die höchsten monatlichen Abflüsse werden gewöhnlich im April und Juni mit Mittelwerten von 6,14 und 5,07 m³/s gemessen.

## Flussfauna
Zur Flussfauna des Slate Creek gehören Dolly-Varden-Forelle, Arktische Äsche und Coregoninae (whitefish). Daneben wurden schon Königslachs und Ketalachs in dem Gewässer gesichtet. Bei den Dolly-Varden-Forellen im Slate Creek handelt es sich um kleine, nicht-anadrome Exemplare (also keine Wanderfische), die nicht in großer Anzahl vorkommen.